# Euporismus albatrox
Euporismus albatrox är en insektsart som beskrevs av Tillyard 1916. Euporismus albatrox ingår i släktet Euporismus och familjen vattenrovsländor. Inga underarter finns listade i Catalogue of Life.